# Peter Engberg Jensen
Peter Engberg Jensen (født 6. april 1953) er en dansk erhvervsmand.
Han blev i 1978 cand.polit. fra Københavns Universitet.
Han var 1977-78 fuldmægtig i Finansrådet og 1978-86 cheføkonom i Forenede Kreditforeninger, senere Nykredit. I 1986 blev han først underdirektør siden koncernfondschef i Provinsbanken, i 1990 del af Danske Bank, her med ansvar for Finansafdelingen og i 1996 med titel af direktør. Han kom i 1997 tilbage til Nykredit som medlem af direktionen, hvor han i 2006 afløste Mogens Munk Rasmussen som administrerende direktør. Fra 2019 formand for Den Sociale Kapitalfond
Han har været gift med Grete Sandberg Mortensen siden 1982 og har to drenge.